# Карлос Лопес-Кантера
Карлос Лопес-Кантера (англ. Carlos López-Cantera; нар. 29 грудня 1973, Мадрид, Іспанія) — американський політик-республіканець. Віце-губернатор штату Флорида з лютого 2014 (перший латиноамериканець на цій посаді), оцінювач майна округу Маямі-Дейд з 2012 по 2014, з 2005 по 2012 Лопес-Кантера був членом Палати представників Флориди.
Лопес-Кантера народився в іспанській столиці Мадриді, однак, вже через короткий час його родина повернулася до Маямі у США. У 1996 році він отримав ступінь бакалавра з бізнес-адміністрування в Університеті Маямі.
Він здобув свій перший політичний досвід як асистент у Юридичному комітеті Сенату Флориди. У листопаді 2002 року він невдало намагався обратись до Палати представників Флориди. У листопаді 2004 року Лопес-Кантера вперше був обраний членом Палати представників, послідовно переобирався у 2006, 2008 і 2010. Він був парламентським організатором більшості з 2008 по 2010 рік і лідером більшості у Палаті з 2010 по 2012 рік. Лопес-Кантера двічі обирався головою Законодавчої делегації округу Маямі-Дейд з 2011 по 2012. 14 серпня 2012 він став другим оцінювачем майна, який обирався громадянами Маямі-Дейд, округу з населенням більше 2,5 мільйонів чоловік і майже 1 млн володінь.
Лопес-Кантера одружений з 2005 року, має двох доньок. Він має кубинське і єврейське походження.